# Lupus Dei
Lupus Dei (с лат. — «Волк Божий») — второй студийный альбом немецкой пауэр-метал группы Powerwolf, выпущенный 7 мая 2007 года под лейблом Metal Blade Records.
В песнях «In Blood We Trust» и «Lupus Dei» группа использовала хор из тридцати участников.
В целом альбом сосредоточен на притчах, взятых из Библии.

## Список композиций
| №                   | Название                        | Длительность |
| ------------------- | ------------------------------- | ------------ |
| 1.                  | «Lupus Daemonis (Intro)»        | 1:17         |
| 2.                  | «We Take It From the Living»    | 4:04         |
| 3.                  | «Prayer in the Dark»            | 4:20         |
| 4.                  | «Saturday Satan»                | 5:18         |
| 5.                  | «In Blood We Trust»             | 3:03         |
| 6.                  | «Behind the Leathermask»        | 4:35         |
| 7.                  | «Vampires Don't Die»            | 3:09         |
| 8.                  | «When the Moon Shines Red»      | 4:25         |
| 9.                  | «Mother Mary Is a Bird of Prey» | 3:16         |
| 10.                 | «Tiger of Sabrod»               | 3:53         |
| 11.                 | «Lupus Dei»                     | 6:08         |
| Общая длительность: | Общая длительность:             | 43:31        |

| №                   | Название                               | Длительность |
| ------------------- | -------------------------------------- | ------------ |
| 12.                 | «We Take It From the Living (Live)»    | 4:03         |
| 13.                 | «Prayer in the Dark (Live)»            | 4:31         |
| 14.                 | «Saturday Satan (Live)»                | 5:34         |
| 15.                 | «In Blood We Trust (Live)»             | 3:06         |
| 16.                 | «Mother Mary Is a Bird of Prey (Live)» | 3:15         |
| 17.                 | «Lupus Dei (Live)»                     | 6:21         |
| Общая длительность: | Общая длительность:                    | 70:16        |

## Участники записи
- Аттила Дорн — вокал
- Мэтью Грейвольф — гитара
- Чарльз Грейвулф — гитара, бас-гитара
- Стефан Фюнебр — ударные, перкуссия
- Фальк Мария Шлегель — клавишные, орган